# Matt Ritchie
Matthew Ritchie (Gosport, 10 settembre 1989) è un calciatore inglese naturalizzato scozzese, centrocampista del Portsmouth.

## Carriera

### Club
Cresciuto nel Portsmouth, viene ceduto in prestito al Dag & Red nel 2008, club che militava in Football League Two, scendendo in campo 37 volte e marcando undici reti.
La stagione seguente è girato in prestito al Notts County sempre in Football League Two, club nel quale milita solo sino al 31 dicembre 2009. Nella stessa stagione, il 16 febbraio 2010 passa sempre con la formula del prestito al Swindon Town Football Club che militava in Football League One.
Con i Ferrovieri gioca solo 4 match poiché richiamato alla società di appartenenza riesce a debuttare con la maglia del Portsmouth avviene il 14 aprile 2010 in una partita in trasferta contro il Wigan Athletic, e, solo quattro giorni dopo, prenderà parte anche all'incontro con l'Aston Villa. La stagione seguente, in Football League Championship è nella rosa titolare dei Pompey.

### Nazionale
Ha giocato nella nazionale scozzese.

## Statistiche

### Presenze e reti nei club
Statistiche aggiornate al 13 dicembre 2023
| Stagione            | Squadra             | Campionato          | Campionato | Campionato | Coppe nazionali | Coppe nazionali | Coppe nazionali | Coppe continentali | Coppe continentali | Coppe continentali | Altre coppe | Altre coppe | Altre coppe | Totale | Totale |
| Stagione            | Squadra             | Comp                | Pres       | Reti       | Comp            | Pres            | Reti            | Comp               | Pres               | Reti               | Comp        | Pres        | Reti        | Pres   | Reti   |
| ------------------- | ------------------- | ------------------- | ---------- | ---------- | --------------- | --------------- | --------------- | ------------------ | ------------------ | ------------------ | ----------- | ----------- | ----------- | ------ | ------ |
| 2008-2009           | Dag & Red           | FL2                 | 37         | 11         | FACup+CdL       | 3+0             | 1               | -                  | -                  | -                  | FLT         | 1           | 0           | 41     | 12     |
| 2009-gen. 2010      | Notts County        | FL2                 | 16         | 3          | FACup+CdL       | 2+0             | 0               | -                  | -                  | -                  | FLT         | 0           | 0           | 18     | 3      |
| gen.-mar. 2010      | Swindon Town        | FL1                 | 4          | 0          | FACup+CdL       | -               | -               | -                  | -                  | -                  | FLT         | -           | -           | 4      | 0      |
| apr.-giu. 2010      | Portsmouth          | PL                  | 2          | 0          | FACup+CdL       | 0               | 0               | -                  | -                  | -                  | -           | -           | -           | 2      | 0      |
| ago. 2010           | Portsmouth          | FLC                 | 5          | 0          | FACup+CdL       | 0+3             | 0               | -                  | -                  | -                  | -           | -           | -           | 8      | 0      |
| Totale Portsmouth   | Totale Portsmouth   | Totale Portsmouth   | 7          | 0          |                 | 3               | 0               |                    | -                  | -                  |             | -           | -           | 10     | 0      |
| 2010-2011           | Swindon Town        | FL1                 | 36         | 7          | FACup+CdL       | 3+0             | 1               | -                  | -                  | -                  | FLT         | 1           | 0           | 40     | 8      |
| 2011-2012           | Swindon Town        | FL2                 | 40         | 10         | FACup+CdL       | 4+2             | 1+0             | -                  | -                  | -                  | FLT         | 6           | 0           | 52     | 11     |
| 2012-gen. 2013      | Swindon Town        | FL1                 | 27         | 9          | FACup+CdL       | 1+4             | 0               | -                  | -                  | -                  | FLT         | 0           | 0           | 32     | 9      |
| Totale Swindon Town | Totale Swindon Town | Totale Swindon Town | 107        | 26         |                 | 14              | 2               |                    | -                  | -                  |             | 7           | 0           | 128    | 28     |
| gen.-giu. 2013      | Bournemouth         | FL1                 | 17         | 3          | FACup+CdL       | -               | -               | -                  | -                  | -                  | FLT         | -           | -           | 17     | 3      |
| 2013-2014           | Bournemouth         | FLC                 | 30         | 9          | FACup+CdL       | 2+0             | 0               | -                  | -                  | -                  | -           | -           | -           | 32     | 9      |
| 2014-2015           | Bournemouth         | FLC                 | 46         | 15         | FACup+CdL       | 2+3             | 0               | -                  | -                  | -                  | -           | -           | -           | 51     | 15     |
| 2015-2016           | Bournemouth         | PL                  | 37         | 4          | FACup+CdL       | 3+2             | 0               | -                  | -                  | -                  | -           | -           | -           | 42     | 4      |
| Totale Bournemouth  | Totale Bournemouth  | Totale Bournemouth  | 130        | 31         |                 | 12              | 0               |                    | -                  | -                  |             | -           | -           | 142    | 31     |
| 2016-2017           | Newcastle Utd       | FLC                 | 42         | 12         | FACup+CdL       | 3+3             | 2+2             | -                  | -                  | -                  | -           | -           | -           | 48     | 16     |
| 2017-2018           | Newcastle Utd       | PL                  | 35         | 3          | FACup+CdL       | 2+1             | 0               | -                  | -                  | -                  | -           | -           | -           | 38     | 3      |
| 2018-2019           | Newcastle Utd       | PL                  | 36         | 2          | FACup+CdL       | 3+0             | 1+0             | -                  | -                  | -                  | -           | -           | -           | 39     | 3      |
| 2019-2020           | Newcastle Utd       | PL                  | 18         | 2          | FACup+CdL       | 4+1             | 0               | -                  | -                  | -                  | -           | -           | -           | 23     | 2      |
| 2020-2021           | Newcastle Utd       | PL                  | 18         | 0          | FACup+CdL       | 1+2             | 0               | -                  | -                  | -                  | -           | -           | -           | 21     | 0      |
| 2021-2022           | Newcastle Utd       | PL                  | 18         | 0          | FACup+CdL       | 1+0             | 0               | -                  | -                  | -                  | -           | -           | -           | 19     | 0      |
| 2022-2023           | Newcastle Utd       | PL                  | 7          | 0          | FACup+CdL       | 1+2             | 0               | -                  | -                  | -                  | -           | -           | -           | 10     | 0      |
| 2023-2024           | Newcastle Utd       | PL                  | 6          | 1          | FACup+CdL       | 0+1             | 0               | UCL                | 0                  | 0                  | -           | -           | -           | 7      | 1      |
| Totale Newcastle    | Totale Newcastle    | Totale Newcastle    | 180        | 20         |                 | 25              | 5               |                    | 0                  | 0                  |             | -           | -           | 203    | 25     |
| Totale carriera     | Totale carriera     | Totale carriera     | 481        | 91         |                 | 69              | 8               |                    | 0                  | 0                  |             | 8           | 0           | 558    | 99     |

### Cronologia presenze e reti in nazionale
| Cronologia completa delle presenze e delle reti in nazionale ― Scozia | Cronologia completa delle presenze e delle reti in nazionale ― Scozia | Cronologia completa delle presenze e delle reti in nazionale ― Scozia | Cronologia completa delle presenze e delle reti in nazionale ― Scozia | Cronologia completa delle presenze e delle reti in nazionale ― Scozia | Cronologia completa delle presenze e delle reti in nazionale ― Scozia | Cronologia completa delle presenze e delle reti in nazionale ― Scozia | Cronologia completa delle presenze e delle reti in nazionale ― Scozia |
| Data                                                                  | Città                                                                 | In casa                                                               | Risultato                                                             | Ospiti                                                                | Competizione                                                          | Reti                                                                  | Note                                                                  |
| --------------------------------------------------------------------- | --------------------------------------------------------------------- | --------------------------------------------------------------------- | --------------------------------------------------------------------- | --------------------------------------------------------------------- | --------------------------------------------------------------------- | --------------------------------------------------------------------- | --------------------------------------------------------------------- |
| 25-3-2015                                                             | Glasgow                                                               | Scozia                                                                | 1 – 0                                                                 | Irlanda del Nord                                                      | Amichevole                                                            | -                                                                     |                                                                       |
| 29-3-2015                                                             | Glasgow                                                               | Scozia                                                                | 6 – 1                                                                 | Gibilterra                                                            | Qual. Euro 2016                                                       | -                                                                     | 46’                                                                   |
| 5-6-2015                                                              | Glasgow                                                               | Scozia                                                                | 1 – 0                                                                 | Qatar                                                                 | Amichevole                                                            | 1                                                                     |                                                                       |
| 13-6-2015                                                             | Dublino                                                               | Irlanda                                                               | 1 – 1                                                                 | Scozia                                                                | Qual. Euro 2016                                                       | -                                                                     | 46’                                                                   |
| 7-9-2015                                                              | Glasgow                                                               | Scozia                                                                | 2 – 3                                                                 | Germania                                                              | Qual. Euro 2016                                                       | -                                                                     | 81’                                                                   |
| 8-10-2015                                                             | Glasgow                                                               | Scozia                                                                | 2 – 2                                                                 | Polonia                                                               | Qual. Euro 2016                                                       | 1                                                                     |                                                                       |
| 11-10-2015                                                            | Faro                                                                  | Gibilterra                                                            | 0 – 6                                                                 | Scozia                                                                | Qual. Euro 2016                                                       | -                                                                     | 63’                                                                   |
| 29-3-2016                                                             | Glasgow                                                               | Scozia                                                                | 1 – 0                                                                 | Danimarca                                                             | Amichevole                                                            | 1                                                                     | 82’                                                                   |
| 29-5-2016                                                             | Ta' Qali                                                              | Italia                                                                | 1 – 0                                                                 | Scozia                                                                | Amichevole                                                            | -                                                                     |                                                                       |
| 4-6-2016                                                              | Metz                                                                  | Francia                                                               | 3 – 0                                                                 | Scozia                                                                | Amichevole                                                            | -                                                                     |                                                                       |
| 4-9-2016                                                              | Ta' Qali                                                              | Malta                                                                 | 1 – 5                                                                 | Scozia                                                                | Qual. Mondiali 2018                                                   | -                                                                     | 86’                                                                   |
| 8-10-2016                                                             | Glasgow                                                               | Scozia                                                                | 1 – 1                                                                 | Lituania                                                              | Qual. Mondiali 2018                                                   | -                                                                     | 71’                                                                   |
| 11-10-2016                                                            | Trnava                                                                | Slovacchia                                                            | 3 – 0                                                                 | Scozia                                                                | Qual. Mondiali 2018                                                   | -                                                                     | 64’                                                                   |
| 11-11-2016                                                            | Londra                                                                | Inghilterra                                                           | 3 – 0                                                                 | Scozia                                                                | Qual. Mondiali 2018                                                   | -                                                                     | 82’                                                                   |
| 1-9-2017                                                              | Vilnius                                                               | Lituania                                                              | 0 – 3                                                                 | Scozia                                                                | Qual. Mondiali 2018                                                   | -                                                                     | 66’                                                                   |
| 23-3-2018                                                             | Glasgow                                                               | Scozia                                                                | 0 – 1                                                                 | Costa Rica                                                            | Amichevole                                                            | -                                                                     | 87’                                                                   |
| Totale                                                                |                                                                       | Presenze                                                              | 16                                                                    |                                                                       | Reti                                                                  | 3                                                                     |                                                                       |

## Palmarès

### Club

#### Competizioni nazionali
- Football League Championship: 2

Bournemouth: 2014-2015
Newcastle Utd: 2016-2017

### Individuale
- Football League Two Player of the Year: 1

2011-2012
- League One Player of the Year: 1

2012-2013